# 弗鲁塔斯特 (阿拉巴马州)
弗鲁塔斯特（英文：Fruithurst），是美国阿拉巴马州下属的一座城市。面积约为1平方英里（约合2.59平方公里）。根据2010年美国人口普查，该市有人口284人，人口密度为284/平方英里（约合109.65/平方公里）。